# Harry S. Morgan
Pour les articles homonymes, voir Morgan.
Harry S. Morgan, né Michael Schey le 29 août 1945 à Essen en Allemagne décédé le 30 avril 2011 à Düsseldorf, est un acteur, producteur et un réalisateur allemand de films pornographiques.

## Récompenses
- 1997 : Venus Award, Bester Serien-Regisseur (meilleur réalisateur de série)[1]
- 2001 : Venus Award, Bester deutscher Regisseur[1]
- 2004 : Venus Award, Bester deutscher Regisseur
- 2007 : Venus Award, Video Award for Outstanding Achievements[3]